# Warłaam (Pietrow-Ławrowski)
Warłaam, imię świeckie Wasilij Pietrowicz Pietrow-Ławrowski, wł. Wasilij Pietrowicz Szaposznikow (ur. ok. 1729 w Moskwie, zm. 15 grudnia?/27 grudnia 1802 w Tobolsku) – rosyjski biskup prawosławny, święty prawosławny. 

## Życiorys
Był synem hipodiakona, a następnie kapłana cerkwi Świętych Kosmy i Damiana na Kitaj-gorodzie w Moskwie. W młodości z powodu choroby nóg przerwał edukację i zajął się pisaniem ikon. Następnie wstąpił do Ławry św. Aleksandra Newskiego  w Petersburgu i złożył w niej wieczyste śluby mnisze, po czym został wyświęcony kolejno na hierodiakona i hieromnicha. W 1764 na zaproszenie biskupa pskowskiego Innocentego został przełożonym monasteru św. Eleazara Pskowskiego w Pskowie. Cztery lata później uzyskał godność archimandryty, przełożonego monasteru Świętych Borysa i Gleba w Torżoku. 
5 października 1768 został wyświęcony na biskupa tobolskiego i syberyjskiego. Był pierwszym od stu lat biskupem tobolskim, który nie otrzymał automatycznie godności metropolity, zachował jedynie prawo noszenia mitry z krzyżem i jasnoniebieskiej mantii. Biskup Warłaam kontynuował zainicjowaną przez jego poprzedników działalność edukacyjną, tworząc szkoły duchowne i opiekując się seminarium duchownym w Tobolsku, które w 1770 nakazał przenieść do monasteru Ikony Matki Bożej „Znak” w Tobolsku, poszerzając także jego program nauczania. W 1780 wspólnie z biskupem irkuckim Michałem założył kolejne seminarium duchowne w Irkucku. Innym obszarem jego aktywności były działania misyjne. Biskup Warłaam działał na rzecz nawracania na prawosławie staroobrzędowców, wspierał działania misyjne w Chinach i w Kraju Turuchańskim. W 1794 wsparł kierowaną przez hieromnicha Joazafa misję udającą się na Aleuty i Alaskę. Biskup wspierał także wznoszenie nowych świątyń i w szczególny sposób nadzorował napływające do eparchii ikony; sam zajmował się ich tworzeniem. W 1792 otrzymał godność arcybiskupa. 
Zgodnie ze swoją wolą został pochowany w soborze katedralnym w Tobolsku, przy ołtarzu św. Jana Chryzostoma, obok metropolity tobolskiego Jana.   
Został kanonizowany w 1984 razem z całym Soborem Świętych Syberyjskich. 
Jego brat Gabriel był prawosławnym metropolitą petersburskim.